# Sapinière
Pour le réseau de renseignement du Vatican, voir La Sapinière.

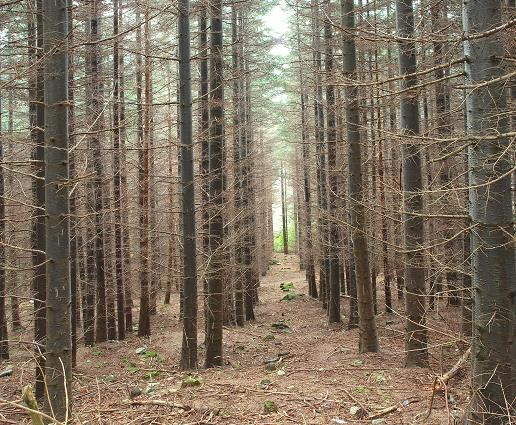
Sapinière de Donard Forest, Irlande du Nord.

Une sapinière est un peuplement forestier dominé par les sapins.
On peut distinguer différentes sapinières selon l'espèce qui partage son domaine :
- Sapinière à bouleau jaune
- Sapinière à bouleau blanc[1]